# Anomophysis serricollis
Anomophysis serricollis är en skalbaggsart som först beskrevs av Thomson 1877.  Anomophysis serricollis ingår i släktet Anomophysis och familjen långhorningar. Inga underarter finns listade i Catalogue of Life.